# Пяйве
Пяйве (устар. Пяйвейок) — река в России, протекает по Мурманской области. Впадает в Нижнетуломское водохранилище, ранее устье реки находилось в 7 км по левому берегу реки Тулома. Длина реки составляет 23 км, площадь водосборного бассейна 201 км².
Вытекает из озера Пяйвеявр на высоте 148,5 м. Протекает через село Тулома.
В 15 км от устья, по правому берегу реки впадает река Сарьдйоки.

## Данные водного реестра
По данным государственного водного реестра России относится к Баренцево-Беломорскому бассейновому округу, водохозяйственный участок реки — Тулома от Верхнетуломского гидроузла и до устья. Речной бассейн реки — бассейны рек Кольского полуострова, впадает в Баренцево море.
Код объекта в государственном водном реестре — 02010000412101000001478.